# なめらかな社会とその敵
『なめらかな社会とその敵』（なめらかなしゃかいとそのてき）は、2013年1月に勁草書房から出版された鈴木健による著書である。本書は、複雑化する現代社会において、その複雑性をそのまま受け入れつつ生きていくための新たな社会システムの構想を提示している。著者は300年後の社会を見据えた長期的な視点から、現代の社会制度や技術の限界を指摘し、それらを乗り越えるための革新的なアイデアを展開している。本書は、経済学、政治学、哲学、生物学、情報科学など多岐にわたる分野からの注目を集め、特にブロックチェーン技術やDAO（分散型自律組織）の概念が台頭する中で、その先見性が高く評価されている。2022年10月には文庫版が筑摩書房から刊行され、初版から約10年間の社会変化や技術進展を踏まえた新たな論考「なめらかな社会への断章 2013-2022」が追加された。

## 概要
『なめらかな社会とその敵』は、現代社会の二項対立的な構造や硬直化した制度を批判し、より柔軟で包括的な「なめらかな社会」の実現可能性を探求している。著者は生命システムの概念を社会システムに応用し、個人と社会、自己と他者の境界をより流動的に捉え直すことを提案する。「この複雑な世界を、複雑なまま生きることはできないのだろうか」という問いが主題とされており、そのためには社会システムを300年かけてアップデートする必要があると論じられる。

### 主要な概念

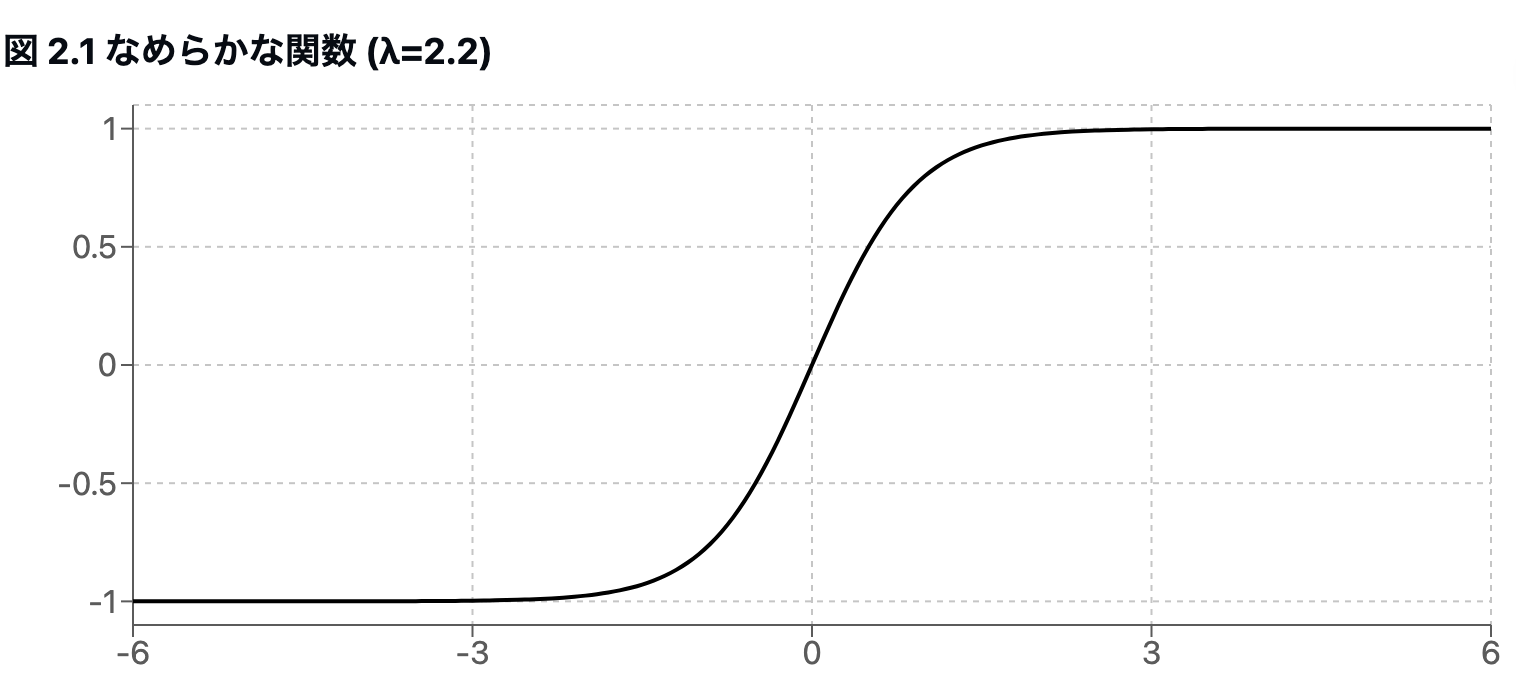
「なめらかな社会」とは、多様性がありながら、二項対立に陥らない社会を意味する。

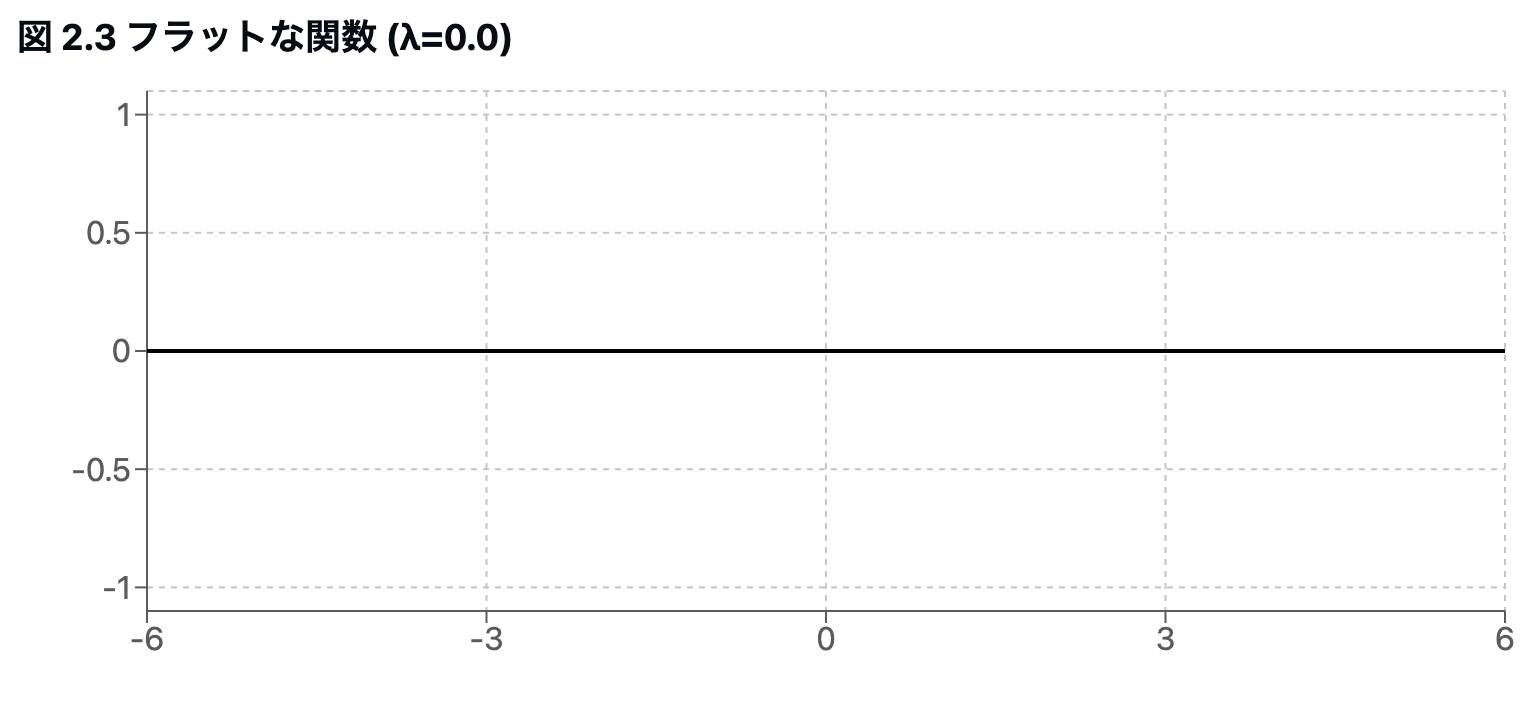
「フラットな社会」は一様な社会で、どこもが同じで、多様性がない社会である。このような社会は自動的に成立するわけではなく、国家や権威などによる強い干渉により、人々の価値観を統一していこうという圧力がないと成立しない。

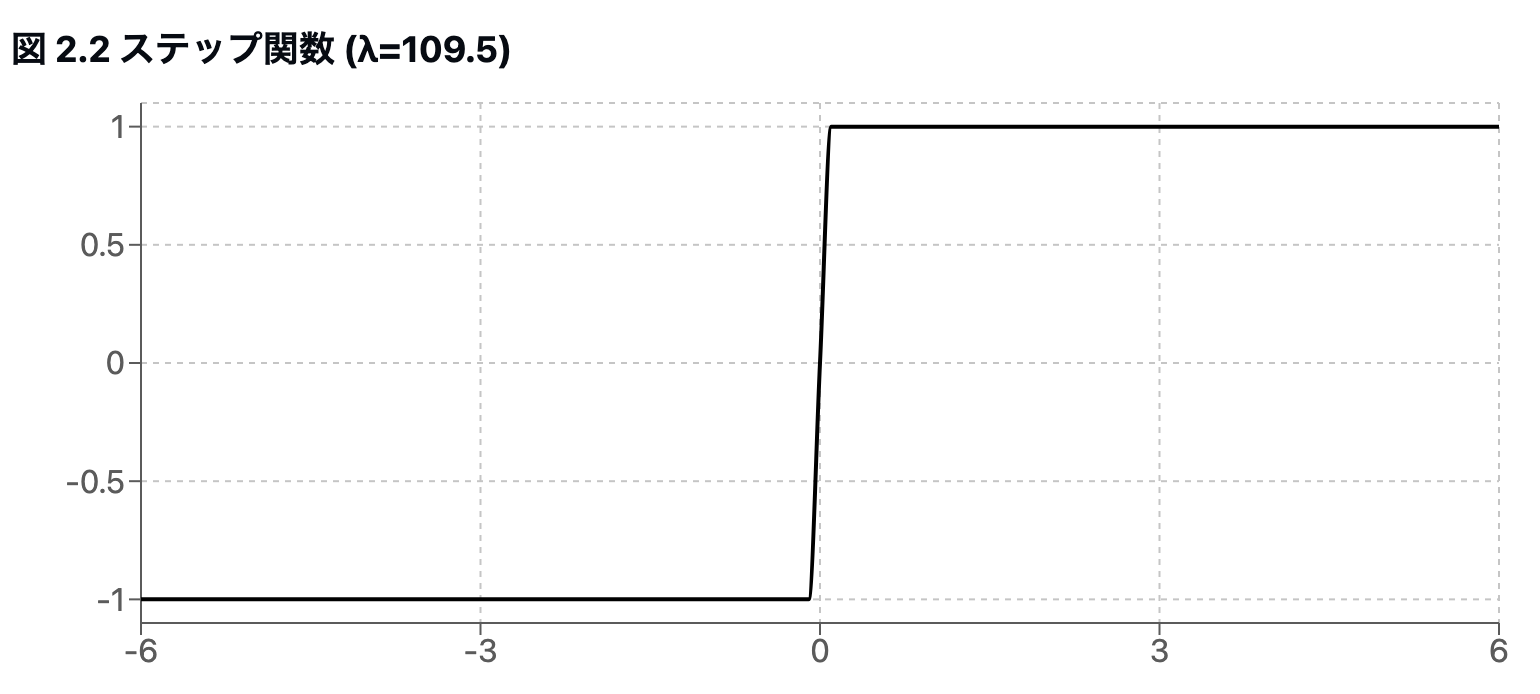
「ステップな社会」は、多様性はあるものの、それらが混じり合うことなく、分離、対立している社会である。価値観が異なる人々をおいておくと、人々は自主的に分離し、対立するようになることもあれば、なんらかの意図をもって対立構造を生み出す勢力も存在する。

本書で提示される主要な概念は以下の通りである：
1.なめらかな社会: 「なめらかな社会」とは、多様性がありながら、二項対立に陥らない社会を意味する。「なめらか」という概念が導入され、従来の「ステップ」（明確な境界を持つ）や「フラット」（境界のない）な社会構造と対比され、中間的な存在がむしろ多い社会であることから、なめらかな社会は「万人がマイノリティ」である社会であると説明されている。
そして、その中間的な状態を経由することによって、なめらかにいままでの自分と違う状態に変化することが許容されている社会でもある。。
本書では、なめらかな社会と異なる社会として、「フラットな社会」と「ステップな社会」をシグモイド関数を使いながら説明されている。
シグモイド関数のλというパラメータを変化させると、「なめらかな社会」「フラットな社会」「ステップな社会」それ自体がなめらかに変移する。
2. PICSY（Propagational Investment Currency SYstem）: 価値が伝播する新しい貨幣システム。従来の貨幣システムとは異なり、取引の連鎖を通じて価値が伝播していく仕組みを持つ。
3. 分人民主主義（Divicracy）: 個人の多面性を認める新たな民主主義の形態。従来の「個人」を単位とする民主主義ではなく、個人の中に存在する複数の人格（分人）を基盤とする。
4. 構成的社会契約論: テクノロジーを活用した新しい社会契約の在り方。ブロックチェーン技術などを用いて、より直接的で動的な社会契約の実現を目指す。
これらの概念を通じて、著者は従来の資本主義や民主主義のシステムを根本から再考し、より包括的で持続可能な社会モデルを提案している。

## 内容

### 第I部 なめらかな社会
第I部では、生命システムの概念を社会に適用する理論的基礎が展開される。著者は、複雑系科学やオートポイエーシス理論を参照しながら、社会制度を人工物として捉え、その再設計の可能性を論じる。「なめらかな社会とその敵」では社会システムを論じるのに生命の起源からはじめる。社会が私的所有や敵と味方に分かれる性質をもつのを理解するためには、その起源が細胞にあるという事実からみなければならないと著者は主張する。そして、オートポイエーシス理論らをもとにして、世界が複雑性のネットワークであるにもかかわらず、核や膜の発生が反復することが述べられている。また、認知限界がある人間がこのような社会を実現するためには、テクノロジーの力を借りる必要があると論じている。

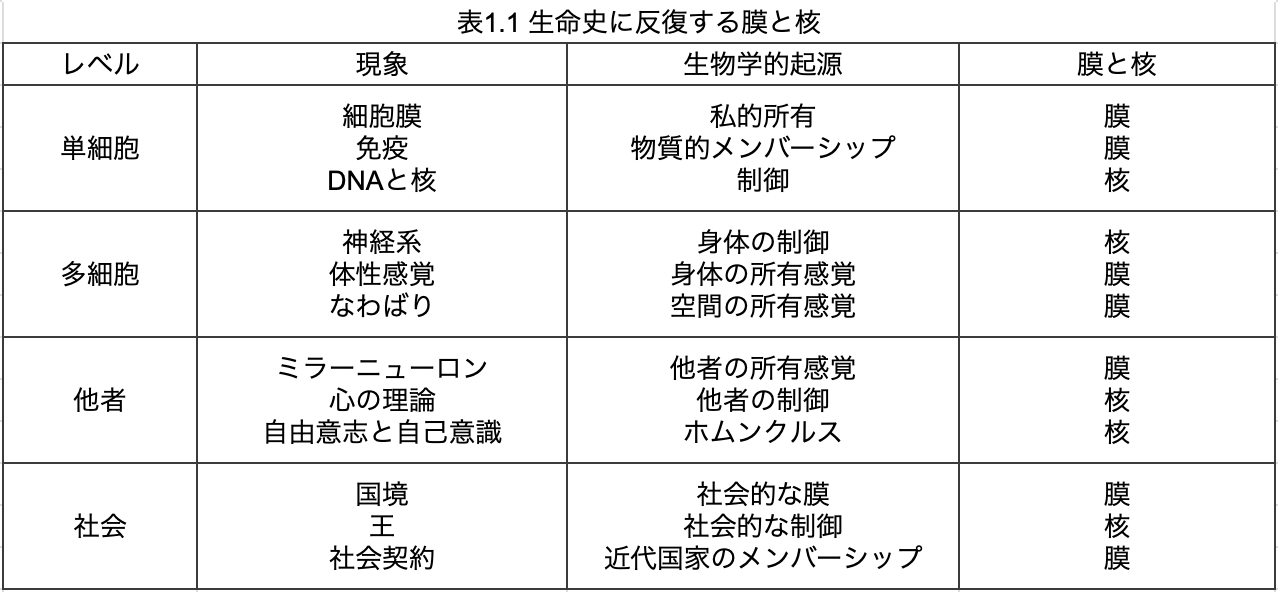
生命史に反復する膜と核

#### 1.1 生命から社会へ
この章では、生物学的な「膜」と「核」の概念が社会システムに適用され、私的所有の起源が生物学的に考察される。
「生命の歴史は、内と外の区別のない巨大な力学系に、細胞膜がひとつの境界をひくところからはじまった。」（p.23）
著者は、フランシスコ・ヴァレラのオートポイエーシス理論を用いて、生命システムと環境の関係性を社会に適用する可能性を探る。この視点は、社会システムを生命システムの進化的な展開として捉え直す視点を提供しており、その点がニクラス・ルーマンの社会システム理論との違いである。

#### 1.2 なめらかな社会
鈴木独自の「なめらか」という概念が導入され、従来の「フラット」（境界がなく価値観が統一的で多様性がない）や「ステップ」（明確な境界を持ち多様性はあるが分断が起こる）な社会構造と対比される。
本書では、「なめらかな社会」と異なる社会として、「フラットな社会」と「ステップな社会」をシグモイド関数を使いながら説明している。
シグモイド関数は、S字型のなめらかな曲線を描く数学的な関数であり、この関数の主な特徴は以下である：
1. 入力値が何であっても、出力は常に0から1の間に収束する。
2. 入力が大きくなるにつれて、出力は徐々に1に近づく。
3. 逆に、入力が小さくなると、出力は0に近づく。
4. 中間の入力値では、出力が急激に変化する。

シグモイド関数のλというパラメータを変化させると、「なめらかな社会」「フラットな社会」「ステップな社会」それ自体がなめらかに変移する。
「フラットな社会」は一様な社会で、どこもが同じで、多様性がない社会である。このような社会は自動的に成立するわけではなく、国家や権威などによる強い干渉により、人々の価値観を統一していこうという圧力がないと成立しない。
「ステップな社会」は、多様性はあるものの、それらが混じり合うことなく、分離、対立している社会である。価値観が異なる人々をおいておくと、人々は自主的に分離し、対立するようになることもあれば、なんらかの意図をもって対立構造を生み出す勢力も存在する。
著者は以下のように述べている：
「なめらかな社会とは、多様性がありながら、二項対立に陥らない社会を意味する。」（p.45）
この章では、権力構造やソーシャルネットワークの分析を通じて、より柔軟で適応力のある社会モデルが提案される。著者は、現代のデジタル技術やネットワーク構造が、このような「なめらかな」社会の実現を可能にする潜在的な力を持っていると主張する。

### 第II部 伝播投資貨幣 PICSY
第II部では、著者が考案したPICSY（Propagational Investment Currency SYstem）という新しい貨幣システムが詳細に説明される。伝播投資貨幣PICSYは、価値が伝播する貨幣システムで、あらゆる取引が投資になる貨幣システムである。人々の日々の取引がある種の現物出資として考えられるなら、労働を含むあらゆる財が出資として扱われるため、取引ネットワークを遡って価値が伝播する性質が得られる。実際には、取引を行列として表現し、その固有ベクトルを求めることによって、社会全体への貢献度を計算し、その貢献度を株価のように扱い、貨幣として利用できるようにする。そのテクニカルな手法は、GoogleのPageRankアルゴリズムに近いが、鈴木はその手法を独自に着想した。

#### 2.1 価値が伝播する貨幣
PICSYの基本概念が紹介され、従来の貨幣システムとの違いが論じられる。著者は、価値の伝播という概念を用いて、経済活動がもたらす間接的な影響を貨幣システムに組み込む方法を提案する。
「PICSYは、あらゆる取引が投資になる貨幣システムである。」（p.78）
この概念は、現代の複雑な経済システムにおいて、直接的な取引だけでなく、間接的な影響や貢献も適切に評価し、報酬化することを目指している。

#### 2.2 PICSYのモデル
PICSYの理論的モデルが詳細に解説される。静的モデルと動的モデルの両面から、PICSYの機能が分析され、その実装方法や潜在的な課題が議論される。
著者は、PICSYのアルゴリズムを数学的に説明し、その計算方法や実装の可能性について論じている。また、このシステムが従来の経済モデルとどのように異なるか、具体的な例を用いて説明している。

#### 2.3 PICSY，その可能性と射程
PICSYがもたらす可能性と、その実現に向けた課題が検討される。著者は、PICSYが経済システムだけでなく、社会全体の「なめらかさ」を促進する可能性を論じる。
「PICSYは単なる貨幣システムではなく、社会の価値観そのものを変革する可能性を持っている。」（p.112）
この章では、PICSYの導入が労働の概念や所有の概念にどのような変化をもたらすか、また、それが社会保障や環境問題にどのような影響を与える可能性があるかについても議論されている。

### 第III部 分人民主主義 Divicracy
第III部では、著者が提唱する「分人民主主義」（Divicracy）の概念が展開される。

民主主義の意思決定の根幹には選挙があるが、人々の本来の意思や感覚がそのまま反映できるシステムになっていない。ひとりの人の中にはゆらぎがあり、異なる意見が葛藤をしたり、意見が時間によって変化することもある。そのような性質を鈴木はドゥルーズの分人という言葉を使って表現しているが、その分人性を表現できる投票システムを考えようというのが分人民主主義 Divicracyである。一票は分割できて投票できるのに加えて、政策に対しても人に対しても投票できる。また、委任された票を再委任することができたり、投票した票をいつでも変えることができるというものである。このシステムも、PICSYと同様行列計算を用いて実現される。
「個人は『分割可能な存在』となり、 大衆は標本、データ、市場、あるいは『銀行』となった。」 by Gilles Deleuze (1990) "Postscript on the Societies of Control" 
フランスの哲学者 Deleuze の考えを踏まえて、民主主義に対する新しい見方を提案している。つまり、個人（individual）を不可分な単位として扱うのではなく、分割可能（dividual）な存在として認識することで、個人の本質的な矛盾を認めた上で民主主義を再考しようという視点である。

#### 3.1 個人民主主義から分人民主主義へ
従来の個人を単位とする民主主義の限界が指摘され、個人の多面性を認める「分人」概念に基づいた新たな民主主義の形態が提案される。
「個人は単一で一貫した存在ではなく、複数の人格（分人）の集合体である。」（p.145）
著者は、現代社会における個人のアイデンティティの多様性や流動性を指摘し、それに対応する新たな民主主義の形態の必要性を論じている。

#### 3.2 伝播委任投票システム
分人民主主義を実現するための具体的なシステムとして、伝播委任投票システムが提案される。このシステムの実装方法や課題、社会的意義が詳細に論じられる。

著者は、このシステムがどのように機能するか、具体的な例を用いて説明している：
「AさんがBさんに0.6票を投票して、BさんがCさんに0.2票を投じたとすると、AさんからCさんに0.12票を投じたことになる。」（p.167）
この章では、伝播委任投票システムが従来の代議制民主主義や直接民主主義とどのように異なるか、また、このシステムが社会の意思決定プロセスにどのような変革をもたらす可能性があるかについても詳細に議論されている。

### 第IV部 自然知性
第IV部では、知性と計算の関係性が歴史的に考察され、社会システムを一種の知性として捉える視点が提示される。
自然知性とは、自然そのものがもっている計算能力を使って知性が実現されていることをいう。この考え方によれば、世界は人工と自然があるという二元的な世界観ではなく、自然の中に人工と人工でないものがあるという意味で、あらゆる知性は自然なものである。人工システムによって生み出された知性、たとえば人工知能もそういう意味では自然現象である。また、社会もある種の集合的知性であるといえる。
また、テクノロジーの進展によって、未来の社会ではより人々がパラレルワールドの世界で生きていくようになることが論じられる。ここでいうパラレルワールドとは、同じ物理世界を共有していながら、主観的には別の世界を生き、コンフリクトが避けられている状態である。世界の複雑さを許容しながら、社会が成立するためにはパラレルワールド的な状況が必要であると論じられている。

#### 4.1 計算と知性
コンピュータ科学の発展と並行して変化してきた知性観が分析され、ネットワーク時代における新たな知性の概念が提案される。
著者は、知性の概念が時代とともにどのように変化してきたかを以下のように整理している：
1. 万能機械主義の時代（1936年〜）
2. 身体環境主義の時代（1968年〜）
3. ネットワーク主義の時代（1995年〜）
この歴史的分析を通じて、著者は社会全体を一種の知性として捉える視点を提示し、それが「なめらかな社会」の実現にどのように寄与するかを論じている。

#### 4.2 パラレルワールドを生きること
メディアやゲームの概念を用いて、現代社会における現実の多層性が論じられる。著者は、これらの多層的な現実を「なめらか」に生きる方法を探究する。
「現代人は、複数の現実を同時に生きている。この多重性こそが、なめらかな社会の基盤となる。」（p.201）
この章では、デジタル技術やバーチャルリアリティの発展が、人々の現実認識にどのような影響を与えるか、また、それが社会システムにどのような変革をもたらす可能性があるかについて詳細に議論されている。

### 第V部 法と軍事
最終部では、著者の構想する社会システムにおける法と軍事の位置づけが検討される。

#### 5.1 構成的社会契約論
テクノロジーを活用した新たな社会契約の在り方が提案される。
著者は、個人と政府の関係性を再定義し、より参加型の社会システムの可能性を探る。

法システムをテクノロジーで強化するための機械と人間の共通理解言語として、契約を自動実行するCyberLangが提唱される。スマートコントラクトに近しい発想であるが、これを用いて、社会契約自体を実際に実装することが可能ではないかという提案が論じられる。
「ブロックチェーン技術は、社会契約を動的かつ透明性の高いものにする可能性を秘めている。」（p.223）
この章では、デジタル技術を用いた新たな社会契約の形態が具体的に提案され、それが従来の国家や法システムにどのような変革をもたらす可能性があるかについて詳細に議論されている。

#### 5.2 敵
カール・シュミットの『政治的なものの概念』で展開された「友-敵理論」（政治の本質を敵と味方の峻別と規定）を批判的に検討し、「公敵なき社会」の可能性が論じられる。著者は、オートポイエーシス理論を用いて、敵の概念を再考する。
「なめらかな社会においては、敵は固定的な存在ではなく、状況に応じて変化する流動的な概念となる。」（p.245）
この章では、国家間の対立や戦争の問題が「なめらかな社会」の文脈でどのように解決される可能性があるか、具体的な事例や理論的考察を通じて議論されている。しかし、そのような社会においても、シュミットの友敵論でいうような敵と味方に分かれて戦うという問題を解決することはできず、軍事や暴力の管理をなめらかに行う方法が必要であるとする。この具体的な方法は本書では述べられておらず、未解決の問題である。

## 執筆の背景と経緯
『なめらかな社会とその敵』の構想は、2000年頃から鈴木健が取り組んできた様々な活動や研究の集大成として形作られていった。

### 2000年頃：NAMとの関わり
2000年頃、鈴木は、地域通貨のLETSをインターネットで使えるようにしたGETSと呼ばれるシステムを開発したところ、後にバーグルエン哲学・文化賞を受賞した哲学者の柄谷行人から、社会運動のNAM(New Association Movement)でシステムを利用したいと提案され、NAMの貨幣システムの開発に関わった。この経験が後のPICSY構想につながっていく。その後、鈴木は柄谷行人らが主導するNAM（New Associationist Movement）に参加し、「ネットコミュニティ通貨の玉手箱」という論考を『NAM生成』（2001年、太田出版）に寄稿した。柄谷がNAMに鈴木を誘って一度断られるものの、最終的に鈴木が関わるという経緯は、「NAM生成」で柄谷行人と浅田彰の対談に書かれている。

### 2002年：未踏ソフトウェア創造事業
2002年、鈴木は経済産業省管轄の情報処理推進機構 （Information-technology Promotion Agency, Japan、略称: IPA）の未踏ソフトウェア創造事業に採択され、鈴木は2003年に国から天才プログラマー・スーパークリエーターに認定された。これらの内容を2004年に論文としてまとめたものが、SAINT 2004であり、この貨幣システムの研究で、鈴木は2009年に博士号を取得している。PICSYのデモソフトを開発した。この時点で、すでにPICSYの基本的な概念が形作られていた。

### 2004年：東京大学池上高志研究室
2004年ごろ、鈴木は複雑系・人工生命の研究室である東京大学池上高志研究室で、飯塚博幸、鈴木啓介らとFransisco VarelaのPrinciples of Biological Autonomyの読書会を行い、生命の理論について深い洞察を得た。これが本書の第一部、「生命から社会へ」の執筆につながっている。

### 2004-2005年：ISED研究会
2004-2005年にかけて、鈴木は柄谷行人の主宰するNAMに関わり、2002年の未踏ソフトウェア創造事業に認定されたことによって東浩紀らが主宰する情報社会の研究会ISED（Interdisciplinary Studies on Ethics and Design of Information Society）に参加し、「なめらかな社会」について語り始める。

### 2005年：構成的社会契約論の提唱
2005年、鈴木は季刊誌『InterCommunication』に「XMLの文体と新しい社会契約論」を発表し、テクノロジーを用いた新しい社会契約の可能性を提示した。そこで、機械と人間がともに可読可能な法的言語CyberLangと、それによる構成的社会契約論の構想を発表した。当時はBlock chain技術はまだ発表されていなかったものの、現在のイーサリアムの構想に先駆けること10年ほど前である。

### 2007年：仮想制度研究所
2007年からスタンフォード大学名誉教授で経済学者の青木昌彦が主宰する東京財団仮想制度研究所の運営にステアリングコミッティーのメンバーとして関わった。仮想制度研究所の活動を通して、経済学や制度研究の発想が取り込まれることとなった。「なめらかな社会とその敵」の2013年の単行本には、青木昌彦からの推薦文が本の帯に掲載された。

### 2009年：分人民主主義の提案
2009年12月、東京大学の安田講堂で開催されたWeb学会で、分人民主主義 Divicracyを提案する。鈴木は「Divicracy: Dividual Democracy」というプレゼンテーションを行い、分人民主主義の概念を初めて公に提示した。

### 2013年：単行本の出版
これらの経験と研究の積み重ねが、2013年の『なめらかな社会とその敵』の出版につながっていった。
これらの研究成果をまとめたものに加えて、描き下ろしも追記され、勁草書房から「なめらかな社会とその敵」が2013年の1月に出版された。数式もある学術書でありながら、一般の人々からも多くの読者を獲得した。彼は「もともと1000部売れればいいと思った本が、何万部も売れてしまった」と言っている。

### 2022年：文庫版の出版
鈴木は、単行本の出版後に創業したスマートニュースのCEOとしての仕事に専念して、「なめらかな社会」に関する研究活動の歩みがとまったが、ちくま学芸文庫からの文庫版の出版に伴い、2013年の出版から10年間の進展をまとめた補論を執筆した。そこでは、スマートニュースを通して蓄積したアメリカの分断への知見や、人工知能や意識研究の理論などの発展について論述されている。ブックカバーには、アーティストで写真家の杉本博司氏による"海景"が使われている。

## 本書の影響と評価
『なめらかな社会とその敵』は、その斬新な社会構想と学際的なアプローチにより、出版後他分野に渡って反響を呼んだ。特に、ブロックチェーン技術やDAO（分散型自律組織）の概念が注目を集める中、本書の先見性が再評価されている。

### 学術界からの評価
中沢新一（思想家・人類学者）は、本書を「複雑性の思想から生み出されたいまもっとも可能性豊かな世界像」と評している。
青木昌彦（スタンフォード大学名誉教授・経済学者）は、本書を「社会科学の伝統的なストーリーを書き換え、実践的な意味を問う、刺激的で、おおいなる可能性をはらんだ試み」と評価している。
養老孟司（東京大学名誉教授・解剖学者）は、「現代社会に問題を感じている人のすべてに勧めたい本である」と述べている。
坂井豊貴（経済学者）は著書『多数決を疑う』（岩波新書、2015年）で、PICSYを「貨幣と投票を統合する画期的な提案」として言及している。
武田英明（情報学研究者）は、総務省の情報通信法学研究会AI分科会で「分人型社会とAI」というテーマで本書の概念を援用した発表を行っている。
応用倫理学の分野でも本書は注目され、2015年の『応用倫理―理論と実践の架橋―』では、本書の倫理学的含意について詳細な分析がなされている。

### 思想家・研究者からの反応
森田真生（独立研究者）は、著者を「情報建築家」と呼び、「未来の『自然建築家』の姿」を見出したと評している。
内田樹（思想家・武道家）は、本書について「自分とは違う声が、まるで自分自身の声のように間近から聴こえてきたことに驚愕した」と述べている。

### クリエイターからの反応
米光一成（ゲームクリエーター・『ぷよぷよ』シリーズ作者）は、本書の提示する新しい民主主義を「ぷよぷよ」の連鎖になぞらえ、「最高におもしろい本だ」と評している。

### 批評家からの評価
山形浩生（翻訳家）は、本書を「まったく新しい通貨システム！　しかもお金の意味すら変え、社会自体の変革まで射程に入れる遠大さ」を持つものと評価している。

### 社会的影響
本書の概念は、以下のような分野に影響を与えている：
1. クリプトカレンシーやブロックチェーン技術の開発者コミュニティ
2. 新しい民主主義のあり方を模索する政治活動家や研究者
3. 複雑系科学や人工生命の研究者
特に、Web3やDAO（分散型自律組織）の概念が注目を集める中、本書が提示した「なめらかな社会」のビジョンは、これらの新しい技術やシステムの思想的背景として再評価されている。

### スタートアップへの影響
本書の概念は、特にWeb3やブロックチェーン関連のスタートアップに影響を与えている。
Gaudiy社のCEO石川裕也は、「なめらかな価値分配」を実現するWeb3の世界観に惚れ込み起業したと述べており、同社では新入社員に『なめらかな社会とその敵』を必読書として課している。
メルカリ社とその子会社メルペイ社にも本書の影響が見られる。特にメルペイのミッションである「信用を創造して、なめらかな社会を創る」は、本書の概念を直接反映している。メルカリ社の山田進太郎CEOと著者の鈴木健氏は旧知の仲であり、メルカリのビジネスモデルにも本書の思想が影響している。

### 政策立案への影響
本書の概念は、政策立案の分野にも影響を与えている。
現デジタル庁統括官の村上敬亮は、本書の概念を引用しつつ「なめらかな国家の『設計』を目指して」という提言を行っている。
また、地方自治体レベルでも本書の影響は見られ、金沢市のCivic Tech Summitでは、本書の概念を地域社会に適用する可能性が議論された。
総務省の情報通信法学研究会AI分科会では、「分人型社会とAI」というテーマで議論が行われ、鈴木の分人概念が行政システムに与える影響が検討された。

### 国際的な評価
本書の影響は日本国内にとどまらず、国際的にも注目を集めている。中国語圏では「平滑社会」として紹介されている。
イーサリアムの共同創設者であるヴィタリック・ブテリンは、自身のブログで本書の概念に言及し、Pluralityの哲学との類似性を指摘している。

### 教育への影響
本書は高等教育の場でも取り上げられており、東京大学のソーシャルICTグローバル・クリエイティブリーダー育成プログラムでは、本書を基にした議論が行われている。
さらに、2023年度の慶應義塾大学法学部入学試験の論述問題で本書が出題された。

### 批評と論争
本書の提案する社会システムの実現可能性や倫理的側面については、様々な議論が展開されている。
主な論点には以下のようなものがある：
1. PICSYシステムの経済的安定性と実装の課題 
2. 分人民主主義における個人の責任と権利の問題 
3. 「なめらかな社会」が既存の権力構造や不平等にどう対処するか
これらの議論は、本書が提起した問題の重要性と複雑性を示すものとして受け止められている。

### メディアでの反響
『なめらかな社会とその敵』は、多くのメディアで取り上げられ、様々な分野の専門家との対談や記事が掲載されている。

#### テレビ・ラジオ
2023年4月5日、NewsPicks WEEKLY OCHIAIにて、研究者・メディアアーティストの落合陽一との対談「AIは社会を"なめらか"にできるか？」が配信された。

#### 新聞・雑誌
2024年3月7日、『新潮』4月号に森田真生との対談「身体性から場所性へ――考えるための「場所」をつくる」が掲載された。
2023年7月7日、『新潮』8月号に森田真生との対談「AIと「人間」の変容」が掲載された。
2023年3月12日、東洋経済オンラインにインタビュー記事「AでありBでもある､人間の｢複雑さ｣を肯定する」が掲載された。
2022年12月16日、『WIRED』VOL.47「THE WORLD IN 2023」にインタビュー記事「「なめらかな社会」とオルタナティブな未来への実験」が掲載された。

#### オンラインメディア
2024年5月10日、攻殻機動隊の公式グローバルサイトにて、法哲学者の大屋雄裕との対談「なめらかな社会は近づいているか」が公開された。
2023年12月4日、NewsPicksに、元マサチューセッツ工科大学教授・元MITメディアラボ所長の伊藤穰一との対談「｢なめらかな社会｣をどうやってつくるか」が公開された。
2023年7月14日、『WIRED』にて連載「なめらかな社会へ向かう6つの対話」の第2回が公開された。
2023年6月11日・12日、Foresight（フォーサイト）に森田真生との対談「「分断」の時代にこそ、「理想」を語ろう」が前後編で掲載された。
2022年12月13日、YouTube上でイェール大学アシスタント・プロフェッサー、半熟仮想株式会社・代表取締役の成田悠輔との対談「成田悠輔 v.s. 鈴木健『22世紀の民主主義』『なめらかな社会とその敵』の著者が語る24世紀の社会 #なめ敵」のアーカイブが公開された。この対談は2022年11月19日にTwitter Spacesで実施されたものである。実は成田悠輔は麻布中学在学時に柄谷行人のNAMや青木昌彦のVCASIに出入りしており、鈴木とはその頃からの旧知の仲である。この対談は、成田悠輔の著書『22世紀の民主主義』と鈴木健の『なめらかな社会とその敵』という、ともに未来の社会システムを構想した2つの著作の著者による対話であり、長期的な視点から民主主義と社会の未来を論じた点で注目を集めた。

#### 学術・講演会
2024年7月25日、国際連合大学（東京）で開催された「Funding the Commons Tokyo 2024」に登壇した。Funding the Commons Tokyoは、公共財の持続可能な資金調達と価値整合の新しいモデルを開発することを目的としたカンファレンスシリーズの一環で、世界各地で開催されている。今回で10回目の開催地は東京となった。
本カンファレンスには、台湾の前デジタル担当大臣オードリー・タン、『ラディカル・マーケット』の著者であり、マイクロソフト首席研究員のグレン・ワイルなど、世界的に著名な実践者や研究者が登壇した。特に注目されたのは、タンとワイルが提唱する「Plurality」という概念で、これは社会的な違いを超えたコラボレーションのためのテクノロジーとして、今後の公共財の供給・管理やデジタル民主主義の在り方に対する新しい指針となると期待されている。この文脈において、鈴木は『なめらかな社会とその敵』で提唱した概念と、グローバルコモンズの未来についての見解を述べた。この講演では、「なめらかな社会」の理念がPluralityの概念とどのように共鳴し、また異なるのかについての議論が展開された。この登壇は、鈴木の思想が学術界だけでなく、テクノロジーと社会システムの接点に関心を持つ国際的なコミュニティにも影響を与え、グローバルな文脈で議論されていることを示している。講演の様子は、カンファレンスの公式YouTubeチャンネルでアーカイブ動画として公開されている。
2023年2月23日、スタンフォード大学にてラリー・ダイアモンド、フランシス・フクヤマとの対談「The Future of Democracy and Digital Media」が開催され、YouTubeで公開された。
2022年12月16日、北海道大学人間知×脳×AI研究教育センター（CHAIN）のセミナーで講演を行い、そのアーカイブがYouTubeで公開された。
これらの多様なメディアでの反響は、本書の内容が学術界のみならず、一般読者や他分野の専門家にも広く影響を与えていることを示している。

## 今後の展望
『なめらかな社会とその敵』が提示した構想は、技術の進展と社会の変化に伴い、より具体的な形で議論され始めている。特に以下の点で、今後の展開が注目されている：
1. ブロックチェーン技術やAIの発展による新しい社会システムの実験
2. グローバル化と国家主権のせめぎ合いの中での「なめらかな」国際秩序の模索
3. 環境問題や格差問題に対する「なめらかな」アプローチの可能性
著者の鈴木健は、これらの課題に対して継続的に発言を続けており、本書の構想がどのように現実の社会システムに反映されていくか、今後の動向が注目されている。